# Суднишников, Михаил Владимирович
Михаи́л Влади́мирович Судни́шников (21 ноября 1919, Бондюжский, Бондюжский сельсовет, Кураковская волость, Елабужский уезд, Казанская губерния, РСФСР — 2 декабря 1985, Москва) — участник Великой Отечественной войны, командир стрелкового батальона. Герой Советского Союза (1945).

## Биография
Родился в 1919 году в поселке городского типа Бондюжский (ныне г. Менделеевск) Вятской губернии в рабочей семье; русский.
Окончил школу в 1939 году.
Выбрав профессию военного, поступил в Ленинградское военное училище инструментальной разведки зенитной артиллерии, которое окончил незадолго до войны, получив под своё начало зенитный взвод. Участвовал в прикрытии от ударов с воздуха наземных частей при обороне Брянска и боях за Елец.
В 1942 году был назначен командиром стрелкового батальона, с которым участвовал в боях на Западном, Центральном, Калининском, Первом Белорусском фронтах и дошёл до Берлина, прославившись рядом дерзких операций, в частности, окружением и разгромом позиции немецких войск летом 1944 года к юго-востоку от Берлина, не потеряв в том бою ни одного человека и, согласно характеристике в представлении в награде, проявив «исключительную храбрость и умение руководить батальоном в самых сложных условиях».
Указом Президиума Верховного Совета СССР от 31 мая 1945 года Суднишникову Михаилу Владимировичу было присвоено звание Героя Советского Союза.
После войны Михаил Суднишников продолжил армейскую службу. Впоследствии переехал в Москву, работал в одном из НИИ, долгие годы преподавал в военной академии[уточнить].
Умер в 1985 году.